# 输液监控器
输液监控器是一种配合输液的監控裝置，输液监控器可以偵測到输液即將滴完的情形，发出报警，提示看护人员拔掉输液管或者更换输液。